# Podcastex
„Podcastex – podcast o latach dziewięćdziesiątych i zerowych” – podcast poświęcony zjawiskom społecznym, politycznym i kultury popularnej lat 90. i 00. stworzony i prowadzony przez dziennikarzy Bartka Przybyszewskiego i Mateusza Witkowskiego.

## Autorzy
- Bartek Przybyszewski (ur. 1987), z wykształcenia andragog i filmoznawca, prowadzi blog Liczne rany kłute. Publikował w portalach Gazeta.pl, Onet, Wirtualna Polska[2][4] oraz w serwisie Noizz.pl[5]. Jest współautorem wywiadu rzeki z Krzysztofem Gonciarzem pt. „Rozum i godność człowieka" (2019), współautorem wywiadów z twórcami internetowymi „Historie twórców” (2021)[6] oraz współautorem książki o substancjach psychoaktywnych pt. „Haj, czyli jak nie szkodzić sobie i innym” (2022)[7][8].
- Mateusz Witkowski (ur. 1989) jest krytykiem literackim i muzycznym w serwisach Dwutygodnik i Czas Kultury, autorem współpracującym z portalami Gazeta.pl, Onet i Wirtualna Polska[4]. Założył portal kulturalny Popmoderna.pl, prowadzi blog Popland[2]. Jest wykładowcą na Wydziale Polonistyki Uniwersytetu Jagiellońskiego, prowadzi zajęcia na temat muzyki popularnej[9].

## Format
Przybyszewski i Witkowski opublikowali pierwszy odcinek 3 czerwca 2021 roku. Kolejne odcinki emitowane są co tydzień w czwartki. Podcast nie jest emitowany przez kilka tygodni w wakacje – po tej przerwie zaczyna się kolejny sezon produkcji. Podcast pierwotnie miał podtytuł „podcast o latach dziewięćdziesiątych”, jednak na początku drugiego sezonu autorzy zdecydowali o rozszerzeniu okresu zainteresowań o kolejną dekadę. W każdym z odcinków Podcasteksu autorzy omawiają wybrane zjawisko społeczne lub kulturalne – wydarzeniom, programom telewizyjnym, filmom, serialom, płytom muzycznym. Wyjaśniają, w jaki sposób ukształtowały one polską kulturę i popkulturę przełomu tysiącleci.
Podcast cieszy się popularnością wśród odbiorców – na platormie streamingowej Spotify ma ponad 100 tysięcy subskrybentów. W niecałe dwa lata od opublikowania pierwszego odcinka podcast odsłuchano ponad 2 miliony razy. Produkcję podcastu wspierają wpłaty społeczności słuchaczy w serwisie crowdfundingowym Patronite.
Podcastex wyróżnia dogłębny research autorów i chęć podejmowania trudnych tematów. Prowadzących cechuje poczucie humoru i bezpośredni ton dyskusji – większość odcinków zawiera wulgaryzmy.
Autorzy podcastu realizowali odcinki nagrane na żywo z udziałem publiczności: w Poznaniu, Warszawie i Lublinie. Wyprodukowali także specjalny odcinek dla serwisu Empik Go. W maju 2023 Przybyszewski i Witkowski dla subskrybentów serwisu Radia Tok FM przygotowali 8-odcinkowy podcast „Lub czasopisma”, w którym zostały przypomniane skandale, afery i ważne wydarzenia lat 90. XX wieku i początku lat dwutysięcznych widziane przez pryzmat prasy tamtego okresu.
Pod koniec 2021 roku twórcy młodzieżowego portalu Telewizji Polskiej SwipeTo.pl bezskutecznie proponowali współpracę Przybyszewskiemu i Witkowskiemu, w postaci 3-4 odcinków podcastu miesięcznie, po 1500 złotych za każdy.

## Książka
W listopadzie 2023 roku nakładem Wydawnictwa W.A.B. ukazała się książka autorów Podcastexu pt. Polskie milenium. Co zapamiętaliśmy z lat 1999–2005. Przybyszewski i Witkowski przyglądają się przełomowi wieków z perspektywy polskiej.

## Nagrody i wyróżnienia
Podcastex został doceniony przez krytyków za jakość i oryginalność. Jego twórcy zdobyli główną nagrodę w plebiscycie Influencers Live Awards 2022, w kategorii Podcast. Audycję wyróżniono nagrodą EmpikGo w plebiscycie "Podcast Roku – Konkurs im. Janusza Majki".
Projekt nagrodzono tytułem Best Stream Awards za rok 2023, w kategorii Podcast kultura/popkultura.